# Real Monasterio de Nuestra Señora de la Esperanza
El Real Monasterio de Nuestra Señora de la Esperanza fue un antiguo cenobio franciscano situado en las afueras de Ocaña, en la provincia de Toledo. Actualmente está en ruinas.

## Historia

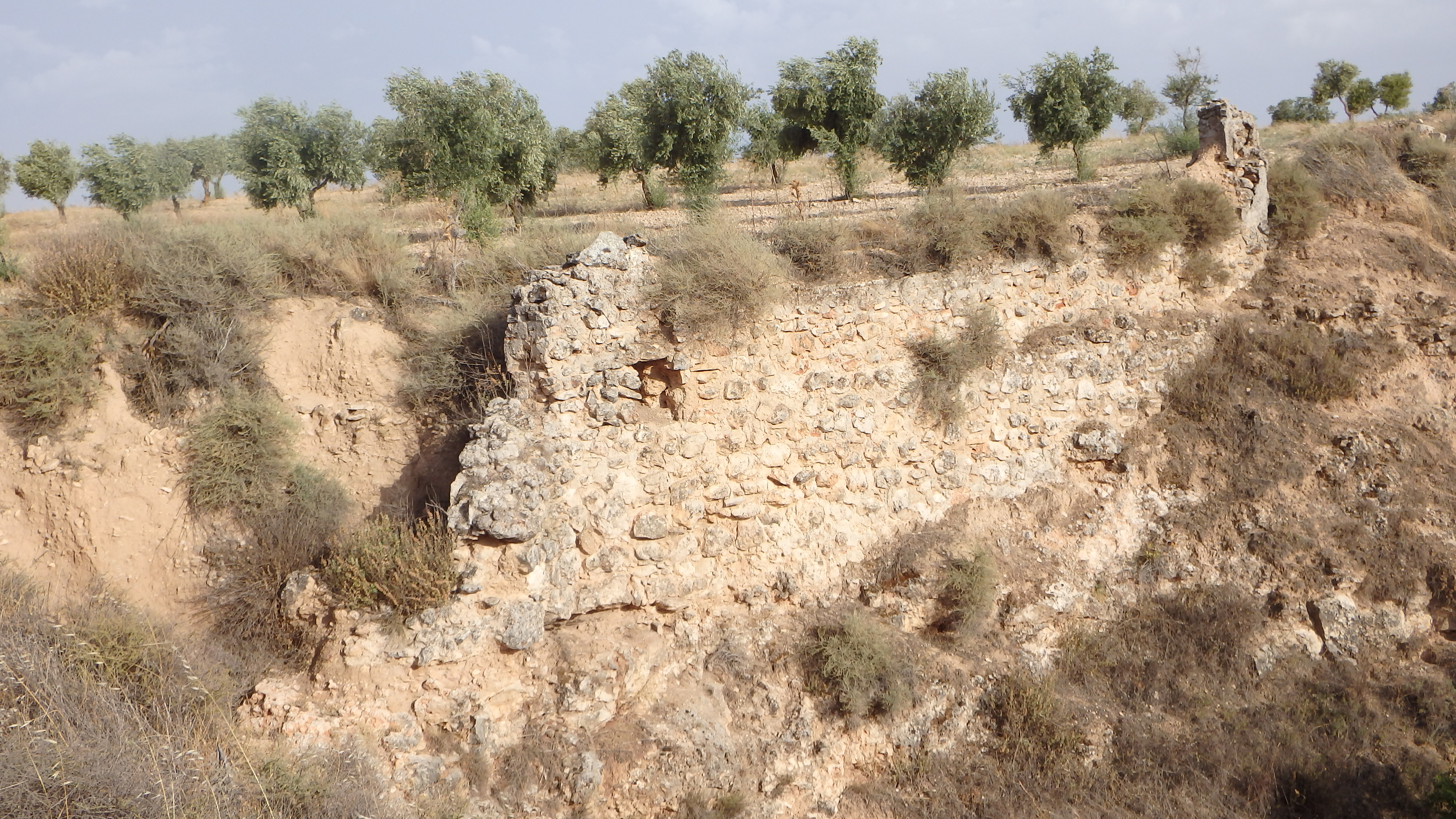
Una de las partes más conservadas del muro, en detalle. Foto realizada mirando hacia el Este.

### Fundación
El convento fue construido en el lugar más escarpado del cerro con el propósito de ejercitarse en la penitencia, tomando como regla la austeridad de San Francisco. Considerando después que aquella posición no era la ideal, se trasladaron a la ladera del cerro, colocando un via crucis. Fue fundado en 1420 por el infante Don Enrique de Aragón, bajo la advocación de San Miguel Arcángel en un principio. Una vez fue terminado de construirse en el año 1440, se cambió por la advocación actual de la Iglesia de Ntra. Señora de Esperanza.

### Reformas por parte de nobles
La Capilla Mayor perteneció a la familia de los Chacones (familia relacionada con la Casa de Mendoza). Dentro de la misma capilla, existía otra pequeña Capilla donde estuvo enterrado el Comendador mayor de Calatrava, Juan Ramírez de Guzmán, en cuyo sepulcro podía leerse en latín (Díaz Ballesteros y Láriz y García Suelto, 1878, pp. 247–251):
Dominus Joannes Ramirez de Guzman nobilitated clarus singulari fortitudine, perique prudential atque caeteris virtutibus maxime decorates, hoc túmulo clauditur, cuyus fortitude fidelibus decora infidelibus horrida fuit obit E aprilis, anno domini 1460.
No obstante, el anterior epitafio no debe de tomarse como una fuente fiable. No se han encontrado otras referencias que lo contrasten lo suficiente como para concederle veracidad.
En el lado opuesto y también dentro de la Capilla Mayor, existía el sepulcro dedicado al licenciado Busto Villegas, y un altar en honor a Diego Osorio de Silva.
Con posterioridad al año 1440, el convento sufrió algunas modificaciones y muchos aumentos de obra: en 1470 se realizaron las obras para la librería, la enfermería, la capilla de San Francisco y una cerca para la huerta del convento. Fueron ordenadas construir por Fernando de Guzmán (no confundir con Fernando de Guzmán y Ayala), hijo de Juan Ramírez de Guzmán.
Juan Pacheco junto a su esposa María Portocarrero, construyeron en 1442 un refectorio, una cocina, un espacioso dormitorio con varias celdas y el segundo claustro del convento. Gonzalo Chacón y su esposa se encargó de construir los encañados, que conducían el agua desde la fuente hasta al patio que había en el edificio.
Más tarde en 1480, Alonso de Cárdenas extendió aún más a la Iglesia y al Coro. Gutierre de Cárdenas, siendo en ese momento Comendador Mayor de León y Maestre-Sala de los Reyes Católicos, costeó el claustro principal que tenía San Francisco en 1487.
En 1561, la iglesia tuvo que ser ampliada debido al aumento de peregrinos y devotos. En esta iglesia se llegaron a enterrar muchos de los criados del Real Sitio de Aranjuez.
Isabel de Mendoza y su hija ampliaron considerablemente el edificio en 1571, «sin omitir gasto alguno» (Díaz Ballesteros y Láriz y García Suelto, 1878, pp. 249). En agradecimiento a su donación, los frailes las otorgaron el patronato de la Capilla, que después recayó en los condes de Casarrubios.

### Reformas por parte de la monarquía
Se dice que la reina Isabel I la Católica fue tan amante de este convento, que antes de ocupar el trono con Fernando, llegó a residir una temporada en la Villa de Ocaña. Durante su estancia, mandó edificar una habitación contigua al convento: el cuarto de la Reina. En dicha habitación, pasaba horas entregada a practicar su devoción y profesar su fe cristiana (Díaz Ballesteros y Láriz y García Suelto, 1878, pp. 249).
Su nieto, Carlos V de Alemania, también pasó tiempo en este convento y llegó a construir para el coro de la iglesia sillería con adornos rematados en águilas imperiales, blasones y escudos de sus reinos (Díaz Ballesteros y Láriz y García Suelto, 1878, pp. 249).
Además, se tiene constancia que el 24 de junio de 1629 se celebró un capítulo provincial, saliendo elegido un hijo de la Villa de Ocaña llamado Fray Diego de Herías.
Por último, Díaz Ballesteros y Láriz y García Suelto, 1878, pp. 250 prosigue con que Felipe IV, Juan de Austria, Carlos II y Felipe V visitaron frecuentemente el lugar, y también contribuyeron a su mantenimiento.

#### Desarrollo del cuarto de la Reina
Felipe II también colaboró en el desarrollo de este convento, donando entre otros «un magnífico crucifijo de mucho mérito original del afamado escultor Rafael de Urbina» (Díaz Ballesteros y Láriz y García Suelto, 1878, pp. 249). A continuación del cuarto de la Reina, construyó alrededor de 1562-1563 otro de similares características donde también se hospedaron sus sucesores. Se debate si el arquitecto de esta reconstrucción fue Juan Bautista de Toledo o Juan de Herrera, aunque la innovación de la planta conservada hace apuntar a este último frente al primero, de un estilo más conservador.
Debido a la mala situación del cuarto real, este tuvo que ser reconstruido en distintas ocasiones; en concreto en 1572, 1593 y 1750. 
En el año de 1769 los religiosos piden permiso al rey para derribar el cuarto real, debido al peligro de derrumbe, de nuevo por causa de las aguas. Carlos III accede y es derribado el cuarto real a excepción del claustro bajo del mismo, que daba entrada a la iglesia.

### Última etapa del convento y decaída
A partir del año 1808 con la invasión francesa, los frailes se vieron forzados a abandonar el convento. Los franceses destruyeron el convento en 1809. Proseguido a su abandono, se arrancaron puertas, ventanas y se saqueó hasta que fue comprado por una persona como Bien Nacional. Después, dicha persona anónima se la «enajenó en venta a Don Joaquín del Valle [...], a quien en el día sigue perteneciendo dicho sitio» (Díaz Ballesteros y Láriz y García Suelto, 1878, pp. 252).
Actualmente se encuentra en ruinas, conservándose algunas partes como el muro.

## Descripción
La iglesia contaba con la capilla mayor que era patronato de la familia Chacón, que contaba con miembros en Ocaña. Así mismo existía una capilla en la que estaba enterrado don Juan Ramírez de Guzmán, comendador mayor de Calatrava.
El cuarto real se encontraba en la parte sur del monasterio y estaba compuesto por diversas estancias dispuestas alrededor de un claustro de dos alturas. En este claustro existía una capilla dedicada a San Diego de Alcalá que contaba con una talla del santo de vara y media de alto (unos 1´254 metros actuales) realizada por el escultor toledano Luis Villoldo. Se accedía a la iglesia por el piso bajo del claustro. Este cuarto real contaba asimismo con caballerizas y dependencias para los oficios de boca (al menos a lo largo del siglo XVI, según la fuente citada).

## Modo de vida
Según el libro de Díaz Ballesteros y Láriz y García Suelto, 1878, pp. 247–252, su comida se reducía a pedazos de pan y a limosna que pedían de la Villa de Ocaña. El agua era recogida de la fuente que sigue existiendo en el centro del valle. Con el paso de los años, llegaron a construir un huerto, del que quedan aún restos visibles hoy en día.
El convento contaba con unos setenta frailes generalmente.
Debido a su localización geográfica, a menudo acaecían grandes inundaciones y causaban grandes destrozos al convento. Esto puede comprobarse con la siguiente anécdota:
...para dar una idea de lo imponentes y terribles que aquellas fueron, citaremos la que sufrió en el año 1698 en el día en que se celebraban las llagas de San Francisco y en ocasion en que estaban cenando los religiosos. Tanta fué la sorpresa y el ímpetu de las aguas que despeñadas entraron con terrible violencia en el refectorio, que ni aun tiempo tuvieron aquellos varones para subirse sobre las mesas y perecieron algunos. A consecuencia de tan horrible inundacion quedó el convento muy mal parado; apenas los Dominicos fueron sabedores de semejante desgracia acudieron los primeros a ofrecerles su casa en la que ejerciendo el fraternal amor que tanto les caracteriza, les curaron y hospedaron todo el tiempo que transcurrió hasta la reparacion del destruido convento (Díaz Ballesteros y Láriz y García Suelto, 1878, pp. 250–251)